# Power of the Night
Power of the Night ist das zweite Studioalbum der Metal-Band Savatage. Es erschien am 20. Mai 1985 über Atlantic Records und war das letzte Album mit Bassist Keith Collins.

## Entstehung
Vor den Aufnahmen des Albums wechselte die Band zu Atlantic Records. Um die Produktion kümmerte sich der britische Musikproduzent Max Norman, der durch seine Zusammenarbeit mit Ozzy Osbourne und Megadeth bekannt wurde. Für die noch junge Band änderte sich einiges: Sie nahmen zum ersten Mal ein Album außerhalb von Florida auf. Das Album wurde in Todd Rundgrens Bearsville Studios in Bearsville (New York) aufgenommen, westlich von Woodstock im Ulster County. Das Studio lag abgeschottet auf einem Berg. Das Album wurde live eingespielt und später durch Solopassagen und Gesangsspuren vervollständigt. Ken Lonas war ebenso als assistierender Techniker dabei.
Inklusive der Vorproduktion dauerten die Aufnahmen drei Monate. Die Musiker genossen es, sich Zeit lassen zu können, und experimentierten herum: So schaffte es eine abbrennende Plastiktüte, deren Auflösungsgeräusche rückwärts wiedergegeben für die Eingangssequenz von Warriors verwendet wurden, akustisch auf einem Tonträger verewigt zu werden.
Im Januar 1985 legte Max Norman letzte Hand an bei den Aufnahmen. Zum „aggressiven Mix“ Normans, der aus Gitarren und Gesang das Äußerste herausholte, gesellte sich ein tragischer, aber für den Schlagzeugklang glücklicher Umstand. Steve Wacholz hatte nämlich kurz zuvor seinen Vater verloren und war emotional aufgeladen, was sich einerseits in Tränen bei dem Song In the Dream äußerte und sich andererseits als Wut bei den meisten anderen Stücken Bahn brach. Mit den Bass-Einspielungen war die Band nicht zufrieden, weshalb Criss Oliva annähernd die Hälfte der Arbeit selbst erledigte und die Tage für Keith Collins deshalb gezählt waren. In den USA war Power of the Night schon Ende März 1985 erhältlich.

## Titelliste
1. Power of the Night – 5:12
2. Unusual – 4:23
3. Warriors – 4:00
4. Necrophilia – 3:35
5. Washed Out – 2:13
6. Hard for Love – 3:57
7. Fountain of Youth – 4:28
8. Skull Session – 3:18
9. Stuck on You – 3:06
10. In the Dream – 4:10

Es gibt inzwischen vier Versionen der CD zu kaufen. 1997 veröffentlichte die Edel SE eine Neuauflage des Albums mit einem Bonuslied. 2002 gab es zudem eine Veröffentlichung von SPV mit zwei Bonusliedern und 2011 eine Neuveröffentlichung von earMusic mit zwei anderen Bonusliedern.
1997 Edel SE Bonus:
1. Sleep (Piano Version) – 4:16

2002 SPV Bonus:
1. Power of the Night (live) – 4:51
2. Sirens (live) – 3:02

2011 earMusic Bonus:
1. City beneath the Surface (live) – 5:01 (aufgenommen am 22. April 1990 in Dallas)
2. Hounds (live) – 7:20 (aufgenommen am 29. Juni 1990 im Hollywood Palace (heute Avalon Hollywood))

## Song-Infos
Power of the Night: Es geht um das Heavy-Metal-Lebensgefühl.
Unusual: Dieser Song war bereits länger von Criss und Jon Oliva ausgedacht gewesen. Es handelt von einem Traum von Jon Oliva über Hexen.
Warriors: Das Lied geht thematisch über den Film Die Warriors (1979) von Walter Hill. Da der Song sich für einen Pit eignet, war er ursprünglich unter dem Titel The Pit geplant.
Washed Out: Die Band wollte auf jedem Album einen schnellen Song haben und dieser war deswegen noch extra von Criss Oliva vervollständigt worden. Jon Oliva hatte den Song geschrieben, aber schaffte es nicht, ihn fertig zu schreiben. Es geht darum, in New York auszugehen, dabei verrückt zu werden und sich danach verbraucht zu fühlen.
Hard for Love: Es geht darin um Sex. Laut Jon Olivas Aussagen der Versuch, einen Radio-Song zu erschaffen. Die Plattenfirma wollte, dass der Songtitel und einige Phrasen ausgetauscht werden, um es radiotauglich zu machen. Die Band weigerte sich und der Song wurde nie groß im Radio gespielt.
In The Dream: Jon Oliva schrieb diesen Song für seine Frau Kathy.

## Cover
Auf dem Cover ist eine Faust in silbern-goldener Rüstung zu sehen, die ein massives Glas durchschlägt. Die Fotografie wurde von Andy Unangst gemacht. Das Originale CD-Design stammt von Bob Defrin.

## Rezeptionsgeschichte

### Zeitnahe Rezeption
Im Metal Hammer wurde von „10 Power-Songs“ geschrieben, von denen Power of the Night, Washed Out, Skull Session und Stuck on You besonders zum Antesten geeignet seien. Sie seien trotz Eingängigkeit und Zusammenfügung von Judas-Priest-, Dio- und Manowar-Erfolgsrezepten über jeden Kommerzvorwurf erhaben.

### Spätere Rezeption
Im Blast Off! vom Januar 1990 wurde Power of the Night zwar als gutes, aber gemessen an Sirens oder Hall of the Mountain King erkennbar an den Erwartungen des Majorlabels Atlantic ausgerichtetes Album angesehen. Matthias Breusch schrieb dagegen im Ranking „Record Mania. Die 300 besten Hard’n’Heavy-Scheiben aller Zeiten“ (Rock Hard, Januar 2002) über das auf Platz 47 und damit hinter Gutter Ballet und Hall of the Mountain King gelandete Album: „Power of the Night ist für meinen Geschmack das mit Abstand stärkste Heavy Metal-Werk der Mittachtziger.“ Es sei „roh und ungeschminkt“, weise „knallige Bassdrums, wahnwitzige Vocals mit irren Kreisch-Kanten, phantastische Riffs und Gitarrenleads mit einem unvergleichlich fräsenden, zentnerschweren Sound“ auf, die Songstrukturen seien einfallsreich und melodiös. Andreas Schöwe bezeichnete das Album im März 2001 im Metal Hammer als urwüchsig. Es wurde manchmal im selben Atemzug mit Gutter Ballet, Hall of the Mountain King (und teilweise Streets) genannt. Ihm wurde aber auch diese Gleichstellung verweigert.
Eine retrospektive Wertschätzung findet sich auch im von der Iron-Pages-Redaktion 1996 herausgegebenen Buch US Metal Vol. 1. Dort heißt es, der Major-Deal habe keine Drosselung der Härte zur Folge gehabt, im Gegenteil, man habe „eher noch etwas an Tempo zugelegt, und nichts, was Savatage schon vorher ausmachte“ sei verlorengegangen. Die aufgeführten Ingredienzien sind Jon Olivas Stimmfarbe, die typische Gitarrenspielweise mit ihren „originelle[n] Riffs“ und die wegen des Schlagzeugers Steve Wacholz’ Spitzname „Dr. Killdrum“ „Killdrums“ genannte Schlagzeug-Präsenz, die zusammengenommen „das vertonte Power Metal-Paradies“ ergäben, bestehend aus „zehn Power-Metal-Klassiker[n]“, darunter die hervorstechenden Power of the Night, Warriors und Skull Session.
Das Titellied stand für Matthias Breusch, seinerzeit für den Metal Hammer tätig, im ersten Februar-Heft 1990 zunächst gleichberechtigt neben den anderen hymnenhaften Titelstücken wie Sirens, Hall of the Mountain King und Gutter Ballet. Eine Heftausgabe später setzte er es dann doch über die anderen. Rock-Hard-Chef Holger Stratmann nannte dasselbe Lied im Januar 1992 „genial“.

### Heutige Rezeption
Im Booklet der 2011 erschienenen earMusic-Ausgabe wird Jon Oliva mit den Worten: „Power of the Night war ein sehr wichtiges Album für uns. Es machte uns weltweit bekannt und ist immer noch eines meiner Favoriten.“ zitiert.
Jim Gordon veröffentlichte auf der Savatage-Homepage Reviews zu allen Alben. Zu Power of the Night schrieb er: „Es ist seltsam, dass alle Savatage-Fans eine starke Meinung oder Verbindung mit allen Alben der Gruppe haben. Zum Beispiel würden alle sagen: The Dungeons Are Calling ist das harte Album, Hall of the Mountain King ist das Durchbruchs-Album, Fight for the Rock ist das Ausverkaufs-Album, Dead Winter Dead ist das orchestrale Album und so weiter. Nun, was macht das aus Power of the Night? Keine einfache Frage. Obwohl es ein solides Album ist, fällt es einem schwer zu sagen, in welchem Kontext der Bandgeschichte das erste Savatage-Album für Atlantic Records steht. Obwohl das Album keine der weit bekannten ‚echten Klassiker‘ enthält, die auf Konzerten gewünscht werden, ist es ein solides Metal-Album.“